# Chris Bell (Politiker)

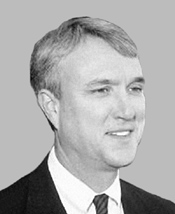
Chris Bell

Robert Christopher „Chris“ Bell (* 23. November 1959 in Abilene, Texas) ist ein US-amerikanischer Politiker. Zwischen 2003 und 2005 vertrat er den Bundesstaat Texas im US-Repräsentantenhaus.

## Werdegang
Chris Bell studierte bis 1982 an der University of Texas in Austin Journalismus. Danach arbeitete er für einige Zeit als Fernseh- und Radiojournalist. Nach einem Jurastudium am South Texas College of Law in Houston und seiner Zulassung als Rechtsanwalt begann er ab 1992 in diesem Beruf zu arbeiten. Gleichzeitig schlug er als Mitglied der Demokratischen Partei eine politische Laufbahn ein. Zwischen 1997 und 2001 saß er im Stadtrat von Houston.
Bei den Kongresswahlen des Jahres 2002 wurde Bell im 25. Wahlbezirk von Texas in das US-Repräsentantenhaus in Washington, D.C. gewählt, wo er am 3. Januar 2003 die Nachfolge von Ken Bentsen antrat. Da er im Jahr 2004 von seiner Partei nicht zur Wiederwahl nominiert wurde, konnte er bis zum 3. Januar 2005 nur eine Legislaturperiode im Kongress absolvieren. Diese war von den Ereignissen des Irakkrieges geprägt.
2006 bewarb sich Bell um das Amt des Gouverneurs von Texas, unterlag aber dem republikanischen Amtsinhaber Rick Perry mit 30:39 Prozent der Stimmen. Zwei Jahre später scheiterte eine Kandidatur für den Senat von Texas. Heute praktiziert er wieder als Rechtsanwalt.